# Рорайма
Рорайма (порт. Roraima) — штат Бразилії, розташований у Північному регіоні. Це 14-тий за площею (225 тис. км²), але досить мало населений, і тому найменший за населенням (324 тис. мешканців) штат Бразилії. Межує із штатами Пара і Амазонас, і крім того з Гаяною та Венесуелою. Столиця та найбільше місто штату — Боа-Віста. Більша частина території штату вкрита вологим тропічним лісом із невеличкою смужкою саванни на сході. У штаті знаходиться гора Рорайма, друга за висотою в Бразилії (після Піку-да-Небліна). Спочатку, у 1943 році, територія була названа Ріу-Бранку, за назвою найбільшої ріки на цій території, а у 1962 році перейменована у «Рорайма», за назвою гори. Стала штатом в 1988 році з прийняттям нової конституції Бразилії. Скорочена назва штату — «RR».